# Eva Orvošová
Eva Loweová-Orvošová (nascida em 18 de janeiro de 1971) é uma ex-ciclista eslovaca. Ela representou sua nação durante os Jogos Olímpicos de Verão de 1996.